# Hannibalian

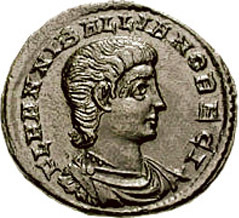
Drobna moneta z brązu bita w imieniu Hannibaliana

Hannibalian, Flavius Hannibalianus (zm. 337) – syn Dalmacjusza Starszego, przyrodniego brata cesarza Konstantyna Wielkiego, wnuk Konstancjusza Chlorusa i jego drugiej żony Teodory. Jego rodzonym bratem był cezar Dalmacjusz.
Za życia matki cesarza Konstantyna – Heleny, jego przyrodnie rodzeństwo, oddalone od cesarskiego dworu, zmuszone było przebywać na wygnaniu w Akwitanii. Tam też, w Tolosie kształcił się Hannibalian. Około 324 Dalmacjusz ojciec przywrócony do łask cesarskich, zyskał duże znaczenie na dworze. Oznaką tego m.in. było małżeństwo Hannibaliana z córką samego Konstantyna Wielkiego, Konstancją, zawarte ok. 335. W tym samym roku Hannibalian otrzymał tytuł „króla królów i ludów Pontu” (rex regum et Ponticarum gentium), będący zapewne wyrazem roszczeń cesarstwa do ziem na wschodzie – zwłaszcza Armenii zajętej w 334 przez Persów. 
Konstantyn planował podjęcie zasadniczej rozprawy z państwem Sasanidów, czemu jednak przeszkodziła jego śmierć w 337. Sam Hannibalian został zamordowany jeszcze w tym samym roku, być może za milczącym przyzwoleniem Konstancjusza II.